# Liste von Zuflüssen des Rheins

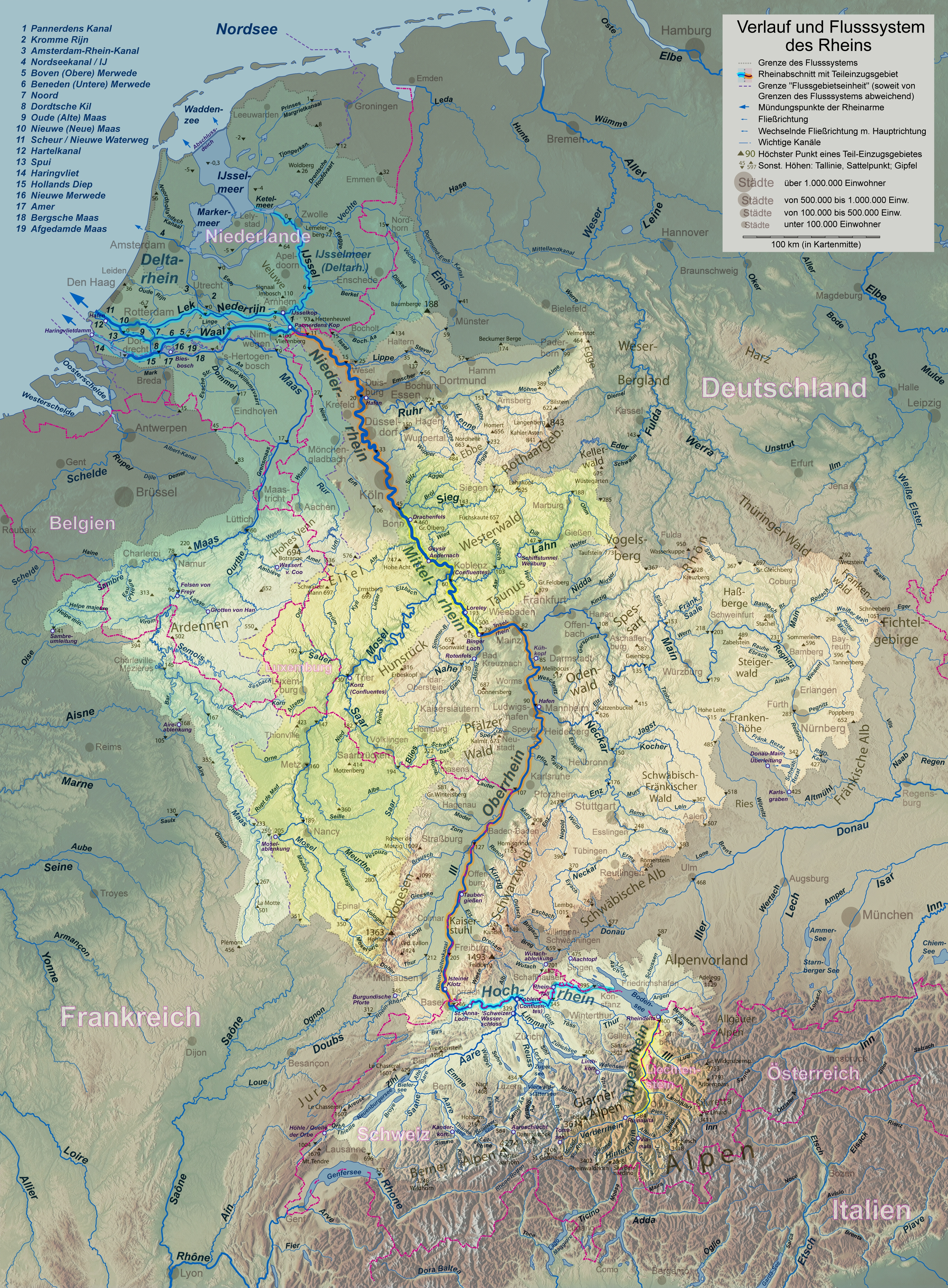
Rhein mit Teileinzugsgebieten von Alpenrhein (gelb), Hochrhein (blau), Oberrhein (orange), Mittelrhein (gelb), Niederrhein (orange) und Deltarhein (blau)

Die Liste von Zuflüssen des Rheins umfasst die benennbaren Fließgewässer, deren Wasser letztlich über den
Rhein das Meer erreicht. Der Rhein entspringt in 2.345 m Höhe, als Rheinquelle wird der Tomasee in der Schweiz angesehen. Das oberirdische Einzugsgebiet des Rheins umfasst bis zur Teilung in die Mündungsarme 185.000 km² Fläche und als Flusssystem insgesamt gut 218.000 km².

## Liste der Fließgewässer
Die km-Angabe gibt die Länge des Fließgewässers an.

### Alpenrhein
- Vorderrhein (linker Quellfluss, 76,0 km)
- Hinterrhein (rechter Quellfluss, 62,0 km)
- Mulinbach (rechts)
- Valpagherarüfe (rechts)
- Altschutzrüfe (rechts)
- Obertorer Mühlbach (rechts)
- Plessur (rechts, 33,1 km)
- Untertorer Mühlbach (links)
- Chaltbrunnrüfe (rechts)
- Maschänser Rüfi (rechts)
- Oldisbach (links)
- Landquart (rechts, 38,0 km)
- Tamina (links, 18,0 km)
- Vilterser-Wangser-Kanal (links)
- Liechtensteiner Binnenkanal (rechts)
- Werdenberger Binnenkanal (links)
- Spirsbach (rechts)
- Ill (rechts, 72,0 km)
- Frutz (rechts, 19,0 km)
- Ehbach (rechts)

### Bodensee
- Dornbirner Ach (rechts, 29,9 km)
- Inselbach (rechts)
- Bregenzer Ache (rechts, 80,0 km und 837,3 km²)
- Kalterbach (rechts)
- Suppersbach (rechts)
- Bilgeribach (rechts)
- Thalbach (rechts)
- Steinenbach (rechts)
- Tannenbach (rechts)
- Schanzgraben (rechts)
- Klausmühlebach (rechts, 2,62 km)
- Kugelbeerbach (rechts)
- Oberlochauerbach (rechts)
- Dorfbach Lochau (rechts)
- Ruggbach (rechts)
- Mühlbach (rechts)
- Leiblach (rechts, 33,5 km)
- Bösenreuthtobelbach (Rickenbach[1], rechts)
- Oberreitnauer Ach (rechts, 15,4 km[2])
- Gibelbach (rechts)
- Eschbach (rechts)
- Nonnenbach (rechts, 16,8 km[2])
- Gillengraben (links)
- Seegraben (links)
- Alter Rhein (links)
- Wilenbach (links)
- Wieslenbach (links)
- Burgbach (links)
- Mühletobelbach (links)
- Schulbach (links)
- Haiderbach (links)
- Feldmühlebach (links)
- Adlerbach (links)
- Schwarzenbächli (links)
- Dorfbach Goldach (links)
- Goldach (links, 18,5 km)
- Argen (rechts, 23,4 km, mit Obere Argen 51,4 km)
- Häftlibach (links)
- Schwärzebach (links)
- Steinach (links)
- Aach[3] (links, mit Hegibach 12,9 km sowie 33,2 km²)
- Feilenbach[4] (links)
- Imbersbach (Imberbach, links)
- Wiilerbach (Wilerbach, links, 14,8 km)
- Hepbach (Hebbach, links)
- Aach[5] (links, 17,6 km und 47,4 km²)
- Tobel (links, 3,2 km)
- Dorfbach Uttwil[4] (links)
- Dorfbach Kesswil[4] (links)
- Eschelisbach (links)
- Hornbach (links, (mit Geusenbach) 5,1 km)
- Seebach (links)
- Töbelibach (links)
- Stichbach (links, 9,4 km)
- Chogebach (Chogenbach, Kurzrickenbach, links, 2,4 km)
- Grenzbach (Saubach, links, 9,8 km)
- Dorfbach (Tägerwiller Bach, links, 4,8 km)
- Agerstebach (links)
- Anderbach (links)
- Arenenbergbach (links)
- Rüütelibach (links)
- Eschlibach (links)
- Wildbach (links)
- Schussen (rechts, 59,3 km)
- Rotach (rechts, 38,8 km)
- Mühlbach (rechts)
- Mannzeller Bach (rechts)
- Buchenbach (rechts)
- Brunnisach (rechts, 15,0 km)
- Lipbach (rechts, 11,7 km)
- Kniebach (rechts)
- Kogenbach (rechts)
- Mühlbach (rechts)
- Dorfweiher Bach (rechts)
- Dysenbach (rechts)
- Pfattishag Bach (rechts)
- Töbelebach (Ramsbach[6], rechts)
- Großer Ramsbach (rechts)
- Seefelder Aach (rechts, 53,7 km)
- Nußbach (rechts, 14,1 km)
- Esbach (rechts)
- Goldbach (rechts)
- Tobelbach (rechts)
- Bonensbach (rechts)
- Himbergquelle (rechts)
- Wiedenbach (rechts)
- Hörnlebach (rechts)
- Sulzbach (rechts)
- Künstbergbach (rechts)
- Beerentalbach (rechts)
- Pfaffentalbach (rechts)
- Gießbach (rechts)
- Mühlbach (rechts)
- Stockacher Aach (rechts, 29,1 km)
- Frassenbach (rechts)
- Idrichstalbach (rechts)
- Lispentalbach (rechts)
- Teufelsgraben (rechts)
- Marienbach (rechts)
- Katharinabach (rechts)
- Burghofgraben (rechts)
- Tobelbach (rechts)
- Unterer Krebsgraben (rechts)
- Oberer Krebsgraben (rechts)
- Laubertgraben (rechts)
- Heiligenbach (rechts)
- Mühlegraben (rechts, 5,4 km)
- Gölderner Mühlbach (rechts)
- Pfaffenmoosgraben (rechts)
- Adelheidbach (rechts)
- Mühlbach (rechts, 8,8 km)
- Nägelriedgraben (rechts)
- Mühlenbach (rechts, 9,4 km)
- Westlicher Sibach (Mühlbach, rechts, 12,9 km)
- Radolfzeller Aach (rechts, 31,7 km)
- Bankholzer Dorfbach (rechts)
- Bettnanger Bächle (rechts)
- Bitzigraben (rechts)
- Nettenbach (rechts)
- Erlenlohbach (rechts)
- Frauengrundbach (rechts)
- Feldbach (links)
- Mühlebach (rechts)
- Chesselbach (links)
- Litobel (links)
- Tobelbach (rechts)
- Keßlernbach (rechts)
- Schneizebach (links)
- Klingerbach (rechts)
- Nödbach (rechts)
- Müsbach (links)
- Auerbach (links)

### Hochrhein
- Mühlibach (rechts)
- Iibebach (links)
- Tobelbach (links)
- Rüütenegraben (links)
- Säplinggraben (links)
- Schiener Bach (Hemishoferbach, rechts, 5,6 km)
- Biber (rechts, 23,8 km)
- Bibermülibach (rechts)
- Geißhüttenbach (rechts)
- Rheinhaldenbach (rechts)
- Riäckergraben (links)
- Schleifenbach (rechts)
- Gieshaldengraben (rechts)
- Brühlgraben (rechts)
- Geisslibach (links)
- Strudelbach (Gaalingerbach, rechts)
- Weihersgraben (Peterschlaugraben, rechts)
- Durach (rechts, 15,2 km)
- Sonnenburggutbach (rechts, 1,6 km)
- Talgraben (Flurlinger Graben, links, 0,6 km)
- Hirnisgraben (Eichhofbach, links, 0,3 km)
- Laufener Graben (links, 0,2 km)
- Graben "Schloss Wörth" (rechts, 0,2 km)
- Mülibach (links, über Anderbach 2,1 km)
- Härdligraben (Härdlibach) (links, 0,1 km)
- Höllbach (links, 1,6 km)
- Auwisbach (links)
- Fröschenbach (rechts)
- Töbelebach (Eulengraben[7], rechts, 4,9 km)
- Volkenbach (rechts, 5,5 km)
- Wolfsgraben (rechts, 2,6 km)
- Mühlbach (rechts, 3,8 km)
- Riedbach (rechts, 1,2 km)
- Auengraben (links, 0,2 km)
- Thur (links, 134,6 km)
- Wilerbach (links)
- Talcherbach (links)
- Hagenbuckbach (links)
- Nötlenbach (rechts)
- Unterteufenbach (links)
- Töss (links, 56 km)
- Sundlenbach (rechts)
- Oberrietbach (rechts)
- Wilerbach (rechts)
- Glatt (links, 38,5 km, mit Quellbächen 67 km)
- Landbach (rechts, 11,9 km)
- Herzlegraben (rechts)
- Dorfbach (links)
- Fisibach (links)
- Weilergraben (rechts, 4,1 km)
- Eichbühlgraben (rechts, 1,5 km)
- Steinlebach (rechts, 1,7 km)
- Rossengraben (rechts, 1,6 km)
- Garlohbach (links)
- Bach im lange Weg (links)
- Hopfendalbach (links)
- Rüttegraben (rechts, 0,5 km)
- Bach vom Wollberg (links)
- Bergemattbach (rechts, 0,6 km)
- Fluchbächle (rechts, 2,2 km)
- Carlograben (links)
- Flüegrabe (links)
- Tägerbach (links)
- Wasserfüllegraben (rechts, 0,5 km)
- Barscheidegraben (rechts, 0,4 km)
- Chrummenlindenbach (links)
- Chleebgraben (links)
- Chrüzlibach (links)
- Zwerenbächle (rechts)
- Spittelholzbach (links)
- Hinterbach (rechts, 8,6 km)
- Solgraben (rechts)
- Weidengrienbach (rechts)
- Wutach (rechts, 90,2 km)
- Äpelööbächlein (links, 2,8 km)
- Aare (links, 288,2 km)
- Seltenbach (rechts, 6,6 km und 12,7 km²)
- Chlostergraben (links)
- Liederbach (rechts)
- Schürlebach (rechts)
- Bossenhusbach (links)
- Hölzlebach (rechts)
- Sennhofbach (links)
- Gmeimattbach (links)
- Hauensteiner Alb (rechts, 42,8 km)
- Gräberbächle (rechts)
- Riehbach (rechts)
- Sporenmattbach (rechts)
- Breitegraben (rechts)
- Hochsaler Wuhr (rechts)
- Etzgerbach (links)
- Sandrütihaldengraben (links)
- Rütenebach (links)
- Schwarzrainbach (links)
- Risulzerhaldengraben (links)
- Katzengraben (rechts)
- Lierengraben (rechts)
- Andelsbach (rechts, 9,1 km und 13,8 km²)
- Hänner Wuhr (rechts)
- Schreiebach (rechts)
- Seelbach (rechts)
- Ittenthal (links)
- Ritannenbach (links)
- Hauensteiner Murg (rechts, 22,4 km und 50,5 km²)
- Gehrenbächle (rechts)
- Rothausgraben (rechts)
- Rheinsberggraben (rechts)
- Krebsbach (rechts)
- Sissle (links)
- Heimbach (rechts)
- Münchwiler Bach (links)
- Schöpfebach (rechts)
- Fischingerbach (links)
- Schöneggbach (links)
- Wolftürligraben (links)
- Wallbach (links)
- Seebächle (rechts)
- Rödelbach (rechts)
- Wehra (rechts, 25,8 km)
- Lachengraben (rechts)
- Sendbach (rechts)
- Herrenhäuslegraben (rechts)
- Wannegraben (rechts)
- Weierbächle (rechts)
- Fischbach (rechts)
- Brödel (rechts)
- Mühlebach (rechts)
- Bechtelesgraben (rechts, 4,3 km)
- Finstergassgraben (rechts)
- Jägermattgraben (links)
- Seebühltal (rechts)
- Bachtele (Möhlinbach, links)
- Althummeltal (rechts)
- Hirschbächle (rechts)
- Sägebächle (rechts)
- Schlossgraben Beuggen (rechts)
- Chleigrütbächle (Chleigrütgraben, links)
- Dürrenbach (rechts, 7,4 km und 15,8 km²)
- Magdenerbach (links)
- Linsenbach (rechts)
- Wanzenaubächle (links)
- Warmbach (rechts, 9,4 km und 28,8 km²)
- Leuengraben (rechts)
- Ergolz (links)
- Talbach (links)
- Ruschbach (rechts)
- Talbach (rechts)
- Birs (links, 73,0 km)
- Neuwaltbach (links)
- Birsig (links, 21,0 km)
- Neuallschwiler Dorfbach (links)

### Oberrhein

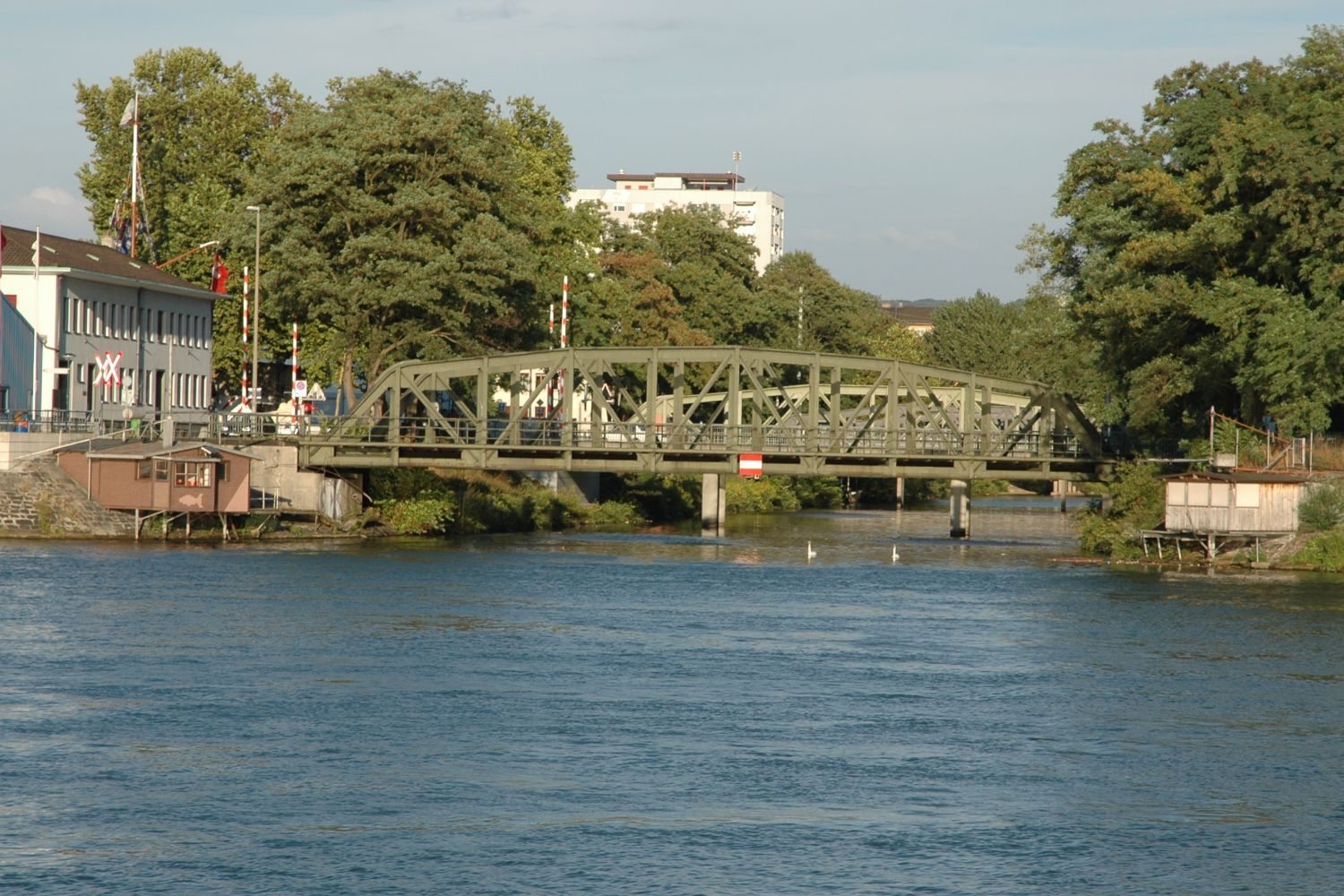
Mündung der Wiese in den Rhein

- Wiese (rechts, 51,5 km und 458 km²[8])
- Kander (rechts, 19,1 km und 99,1 km²)
- Hodbach (rechts, 19,9 km)
- Hohlebach (rechts)
- Klemmbach (rechts, 20,2 km[8])
- Sulzbach (rechts, 17,4 km)
- Möhlin (rechts, 32,0 km[8])
- Elz (rechts, 121,1 km und 1.539,1 km²[8])
- Kinzig (rechts, 93,3 km und 1.406,2 km²[8])
- Ill (links, 216,7 km und 4 760,5 km²[9])
- Rench (rechts, 56,8 km)
- Acher (rechts, 53,5 km und 335,2 km²[8])
- Moder (links, 93 km und 1720 km²[10])
- Ruisseau le Kohlgraben (links), 1,7 km[11]
- Sauer (links, 70 km und 805,5 km²[12])
- Murg (rechts, 79,3 km)
- Ruisseau le Schiffersbach (links), 10,3 km[13]
- Lauter (links, 71,3 km und 378,6 km²[8])
- Alb (rechts, 51,1 km und 446,7 km²[8])
- Michelsbach (Sondernheimer Altrhein) (links, 12,5 km und 340,5 km²[8])
- Saalbachkanal (Rußheimer Altrhein) (rechts, 17,7 km und 150,2 km²[8])
- Pfinz (rechts, 60,2 km und 361,2 km²[8])
- Queich (links, 51,3 km und 268,9 km²[8])
- Gießgraben (rechts, 5,3 km und 11,3 km²[8])
- Lingenfelder Altrhein (links, 6,6 km und 56,6 km²[8])
- Philippsburger Altrhein (Abgang nach rechts, 2,0 km[8] bis zum Einlauf des folgenden)
- Saalbach (Philippsburger Altrhein) (rechts, 50,6 km und 265,4 km²[8])
- Schanzengraben (rechts, 2,6 km und 12,0 km²[8])
- Wagbach (rechts, 19,4 km und 30,2 km²[8])
- Kriegbach (rechts, 18,4 km und 94,8 km²[8])
- Speyerbach (links, 58,7 km und 612,0 km²[8])
- Kotlachgraben (rechts, 6,5 km und 17,6 km²[8])
- Altwassergraben (rechts, 2,0 km und 2,7 km²[8])
- Ketscher Altrhein (Abgang nach rechts, 1,4 km[8] bis zum Einlauf des folgenden)
- Kraichbach (Ketscher Altrhein) (rechts, 59,8 km und 384,8 km²[8])
- Leimbach (rechts, 37,8 km und 200,3 km²[8])
- Otterstädter Altrhein (links, 6,4 km und 19,0 km²[8])
- Rehbach (links, 29,1 km und 148,9 km²[8])
- Bellenkrappen (rechts, 2,4 km[8])
- Neckar (rechts, 362,3 km und 13.934,0 km²[8])
- Mannheimer Altrhein, auch Waldhofer / Sandhofer Altrhein, (rechts, 7,0 km und 33,7 km²[8])
- Isenach (links, 44,8 km und 376,7 km²[8])
- Lampertheimer Altrhein (rechts, 10,2 km und 44,7 km²[8])
- Holländergraben (rechts)
- Bachgraben (rechts)
- Stefansgraben (rechts)
- Rinne (rechts)
- Eckbach (links, 39,3 km und 217,8 km²)
- Eisbach (links, 38,2 km und 130,2 km²)
- Pfrimm (links, 42,7 km und 246,4 km²)
- Grailsbach (Lachgraben; links, 12,3 km und 52,3 km²)
- Seebach (links, 18,0 km und 77,7 km²)
- Weschnitz (rechts, 58,9 km)
- Winkelbach (rechts, 32,4 km, 117,8 km²)

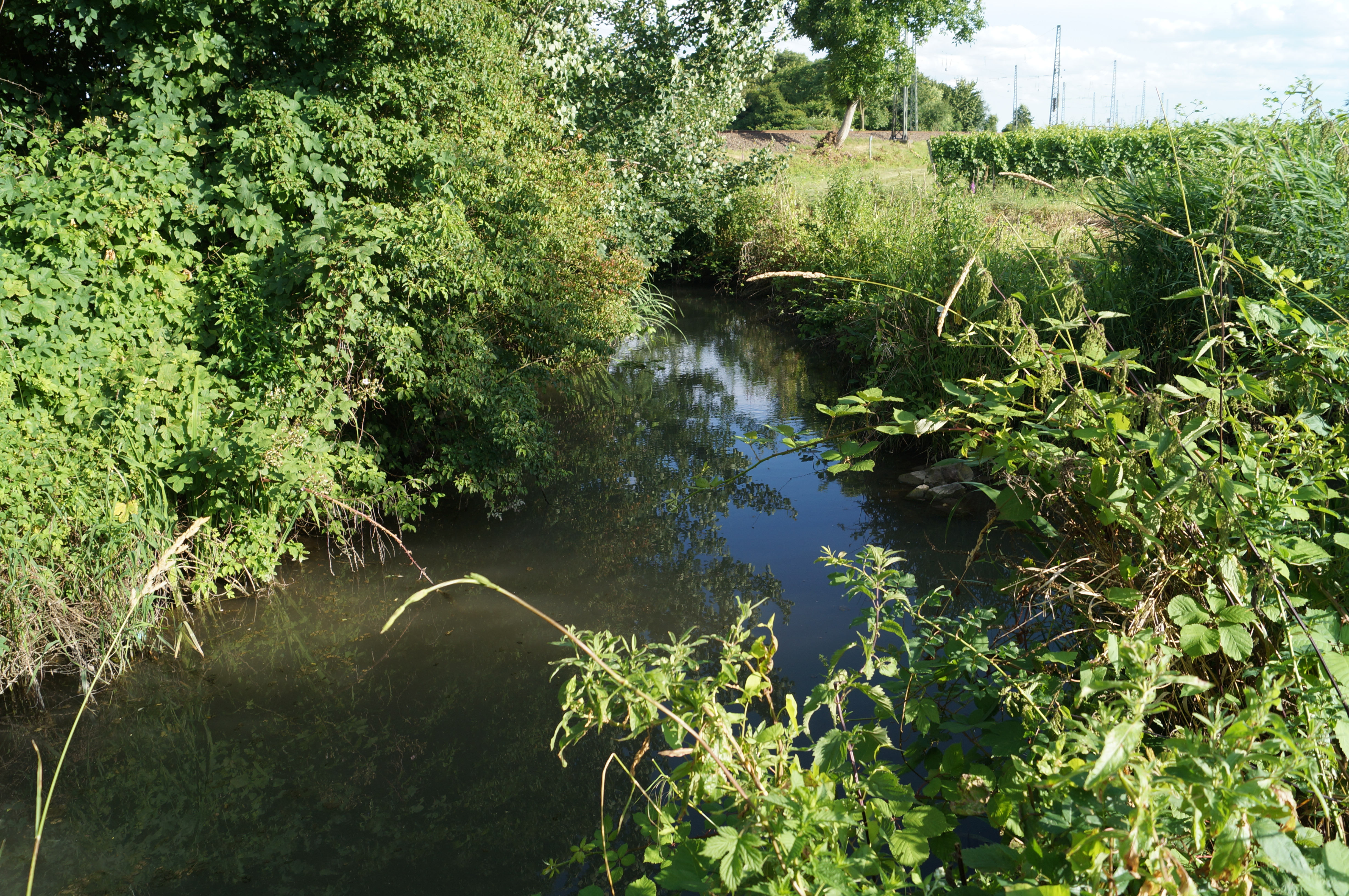
Der Bechtheimer Kanal in Guntersblum in Rheinhessen in der Nähe der Bahnstrecke Mainz–Mannheim

- Bechtheimer Kanal (Teichgraben; links, 17,9 km und 67,7 km²)
- Modau (rechts, 44 km)
- Schwarzbach (rechts)
- Schwarzbach (rechts)
- Main (rechts, 524,0 km)
- Königsfloßbach (Königsbach, rechts)
- Ochsenbrunnenbach (rechts)
- Gonsbach (links, (mit Aubach) 9,8 km)
- Salzbach (rechts, 5,6 km, über Rambach und Kellersbach 15,1 km)
- Mosbach (Belzbach, Weilburger Bach, rechts, 11,8 km)
- Abzugsgraben (links)
- Lindenbach (rechts, 2,0 km) (über Grorother Bach und Erlenbach 6,4 km)
- Wasserflüßchen (rechts, 2,3 km)
- Walluf (rechts, 13,8 km)
- Sülzbach (rechts, 6,7 km)
- Kiedricher Bach (rechts, 8,5 km)
- Senngraben (links)
- Kisselbach  (Erbbach, Eberbach, rechts, 8,5 km)
- Wildgraben (links, 4,9 km)
- Leimersbach (Hallgartener Bach, rechts, 5,6 km)
- Solderbach (rechts, 2,9 km)
- Pfingstbach (rechts, 7,0 km)
- Selz (links, 61,0 km und 389,1 km²)
- Schwemmbach (rechts, 2,5 km)
- Elsterbach (rechts, 9,3 km)
- Welzbach (links, 12,6 km und 37,8 km²)
- Stegbach (Blaubach, rechts, 8,4 km)
- Ockenheimerbach (links, 6,5 km)

### Mittelrhein

#### Oberer Mittelrhein
Siehe hierzu auch die ausführlichere tabellarische Aufstellung im Artikel zum Oberen Mittelrheintal.
- Nahe (links, 125,1 km)
- Kreuzbach (links, 3,1 km)
- Poßbach (links, 2,1 km)
- Eichbach (Aulhausener Bach) (rechts, 4,1 km)
- Morgenbach (links, 6,9 km)
- Speisbach (rechts, 1,3 km)
- Trechtingshauser Bach (links, 2,6 km)
- Bodenthaler Bach (rechts, 2,4 km)
- Erschbach (links, 2,2 km)
- Heimbach (links, 6,5 km)
- Wisper (rechts, 29,7 km)
- Kreuzbach (links, 1,0 km)
- Gailsbach (links, 5,9 km)
- Winzbach (links, 1,5 km)
- Bombach (links, 1,6 km)
- Bächelbach (links, 1,2 km)
- Münzbach (links, 6,4 km)
- Retzbach (rechts)
- Niedertalbach (rechts, 1,3 km)
- Leimbach (links, 2,2 km)
- Schenkelbach (rechts, 1,9 km)
- Burbach (links)
- Volkenbach (rechts, 3,1 km)
- Holzbach (rechts, 5,2 km)
- Elligbach (links, 1,8 km)
- Dembach (rechts, 1,2 km)
- Engebach (links, 3,4 km)
- Oberbach (links, 10,2 km)
- Niederbach (links, 10,8 km)
- Meerbach (links, 1,3 km)
- Urbach (rechts, 6,1 km)
- Bornichbach (rechts, 2,2 km)
- Blockgraben (rechts, 0,7 km)
- Kleiner Graben (rechts, 0,5 km)
- Galgenbach (links, 1,0 km)
- Seelenbach (links, 2,0 km)
- Forstbach (rechts, 12,1 km)
- Lohbach (links, 1,7 km)
- Hasenbach (rechts, 9,4 km)
- Gründelbach (links, 9,2 km)
- Wellmichgraben (recht, 0,7 km)
- Wellmicher Bach (rechts, 9,5 km)
- Heimbach (links, 3,3 km)
- Schlittenbach (links, 1,6 km)
- Ehrenthalgraben (rechts, 0,4 km)
- Prinzensteiner Bach (links, 1,4 km)
- Wolfsbach (links, 0,9 km)
- Pulsbach (rechts, 4,4 km)
- Tempusbach (links, 1,6 km)
- Patelsbach (links, 3,4 km)
- Georgenbach (rechts, 1,7 km)
- Weilerbach (links, 3,9 km)
- Wöhrsbach (rechts, 1,8 km)
- Ziehbach (links, 1,1 km)
- Salzigerbach (links, 3,6 km)
- Bornhoferbach (rechts, 3,5 km)
- Kämperbach (rechts, 1,3 km)
- Bruder Michels-Tal-Bach (links, 3,9 km)
- Fraubach (links, 2,7 km)
- Burdenbach (links, 2,7 km)
- Mühltalbach (links, 6,2 km)
- Ewigbach (links)
- Flötsbach (recht, 0,8 km)
- Heiligenbach (rechts, 3,0 km)
- Petersbach (links, 0,6 km)
- Wasenbach (rechts, 1,6 km)
- Gründling (rechts, 1,4 km)
- Dinkholderbach (rechts, 4,1 km)
- Zollbach (rechts, 7,2 km)
- Tillbach (links, 1,6 km)
- Hastelbach (links, 1,7 km)
- Tauberbach (links, 4,4 km)
- Schlierbach (rechts, 3,5 km)
- Ahrbach, am Unterlauf Mühlenbach (links, 7,3 km)
- Grenbach (rechts, 1,5 km)
- Obersbergerbach (links, 2,1 km)
- Lauxbach (links, 1,9 km)
- Gründgesbach (links, 1,4)
- Lahn (rechts, 245,6 km)
- Siechhausbach (links, 1,8 km)
- Königsbach (links, 1,0 km)
- Heubach (rechts, 1,2 km)
- Laubach (links, zus. 4,4 km); Mündung in die Rheinlache, einen Altarm des Rheins
- Bienhorntalbach (rechts, 2,7 km)
- Seifenbach (rechts, 0,9 km)
- Griesentalbach (rechts, 4,7 km)
- Mühlenbach (rechts, 6,8 km)
- Mosel (links, 544,0 km)

#### Neuwieder Becken und Unterer Mittelrhein
- Mallendarer Bach (rechts, 8,0 km)
- Hillscheider Bach (rechts, 12,6 km)
- Meerbach (rechts, 5,1 km)
- Bubenheimer Bach (links, 8,4 km)
- Großbach (rechts, 4,7 km)
- Saynbach (rechts, 42,7 km)
- Lützelbach (links, 9,2 km)
- Kettigerbach (links, 4,8 km)
- Nette (links, 59,2 km)
- Wied (rechts, 102,0 km)
- Kehlbach (rechts, 4,1 km)
- Namedyer Bach (links, 2,6 km)
- Mühlbach (rechts, 3,8 km)
- Neuentalsbach (links, 1,8 km)
- Hellersbach (links, 0,9 km)
- Kerbergsbach (rechts, 1,5 km)
- Hammersteinerbach (rechts, 2,9 km)
- Brohlbach (links, 19,8 km)
- Kaltenbach (rechts, 4,8 km)
- Vinxtbach (links, 19,1 km)
- Bahlsbach (rechts, 6,5 km)
- Frankenbach (links, 7,0 km)
- Staierbach (rechts, 7,1 km)
- Ariendorferbach (rechts, 5,5 km)
- Leubsdorferbach (rechts, 6,8 km)
- Ahr (links, 89,0 km)
- Alwiesbach (rechts, 3,1 km)
- Alter Bach (rechts, 6,6 km)
- Kasbach (rechts, 8,6 km)
- Taubentalbach (links, 2,5 km)
- Unkelbach (links, 3,7 km)
- Hähnerbach (rechts, 3,1 km)
- Breitbach (rechts, 4,5 km)
- Grenzbach Honnefer Graben (rechts, 4,8 km)
- Kasselbach (links)
- Rolandswerther Bach (links)
- Honnefer Bach (rechts)
- Ohbach (rechts, 8,0 km)
- Möschbach (rechts, 3,4 km)
- Fonsbach (rechts, 4,1 km)
- Mehlemer Bach (links, 10,7 km)
- Wittgesbach (links, 4,7 km)
- Mirbesbach (rechts, 5,2 km)
- Dollendorfer Bach (rechts, 2,8 km)
- Godesberger Bach (links, 16,2 km)
- Ankerbach (rechts, 4,4 km)
- Annaberger Bach (links, 5,0 km)
- Venusberg Bach (links, 2,6 km)
- Engelbach (links, 6,1 km)
- Villicher Bach (rechts, 8,6 km)
- Hardtbach (links, 17,1 km)

### Niederrhein
- Sieg (rechts, 155,2 km)

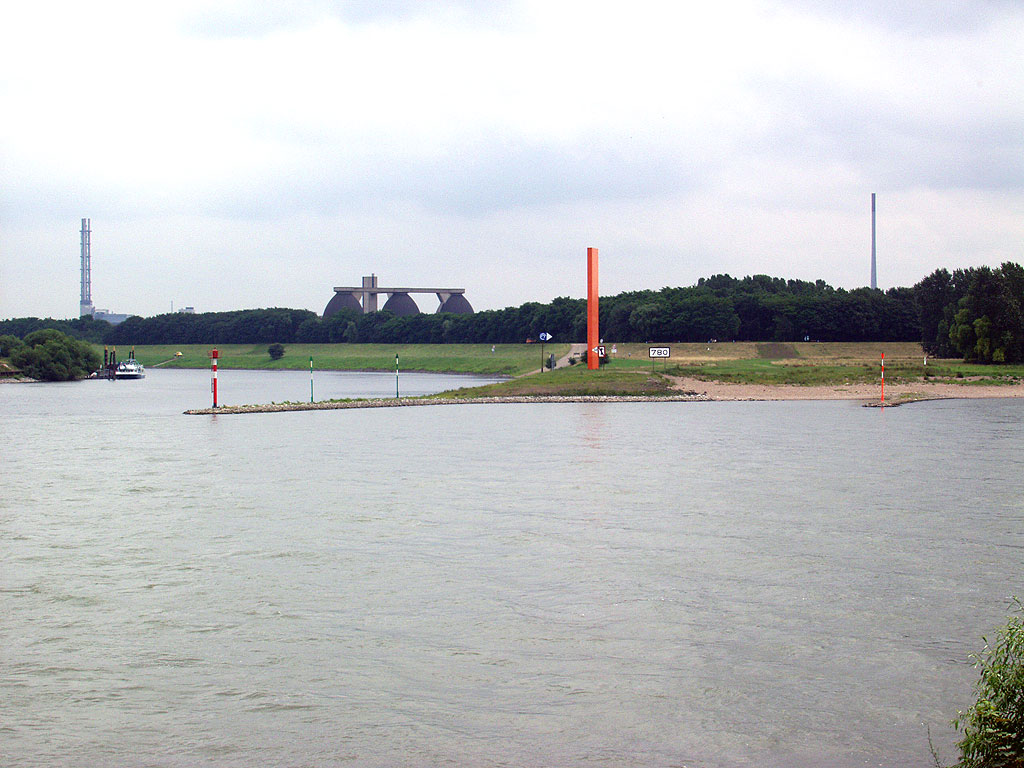
Mündung der Ruhr mit Rheinorange

- Alfterer Bornheimer Bach (links, 11,6 km)
- Dickopsbach (links, 10,0 km)
- Palmersdorfer Bach (links, 5,9 km)
- Rheinkanal 1 (rechts, 11,1 km)
- Rheinkanal 2 (rechts, 4,7 km)
- Vorfluter Süd (links, 10,5 km)
- Duffesbach (links, 12,9 km)
- Flehbach (rechts, 16,9 km)
- Rechtsrheinischer Kölner Randkanal (rechts, 12,7 km)
- Wupper (rechts, 116,5 km)
- Pletschbach (links, 9,1 km)
- Kölner Randkanal (links, 23,9 km)
- Itter (rechts, 20,1 km)
- Düssel (rechts, 39,9 km)
- Erft (links, (mit Kuhbach) 106,6 km)
- Obererft (links, 8,6 km)
- Innere Nördliche Düssel (rechts, 5,4 km)
- Stinkesbach (links, 8,2 km)

- Meerscher Mühlenbach (links, 9,8 km)
- Langenbruchbach (links, 5,8 km)
- Nördliche Düssel / Kittelbach (rechts, 14,0 km)
- Schwarzbach (rechts, 27,3 km)
- Die Burs Bach (links, 11,9 km)
- Kuppengraben (links, 6,4 km)
- Anger (rechts, 35,8 km)
- Dickelsbach (rechts, 21,9 km)
- Ruhr (rechts, 219,3 km)
- Gerdtbach 2 (links, 1,2 km)
- Alte Emscher (rechts, 7,8 km)
- Kleine Emscher (rechts, 10,3 km)
- Lohkanal (links, 6,7 km)
- Brusbach (rechts, 2,4 km)
- Emscher (rechts, 83,1 km)
- Rotbach (rechts, 21,9 km)
- Lohberger Entwässerungsgraben (rechts, 9,0 km)
- Möllener Leitgraben (rechts, 8,9 km)
- Moersbach / Rheinberger Altrhein (links, 29,3 km)
- Mommbach (rechts, 9,7 km)
- Lippe (rechts, 220,1 km, mit Alme 268,0 km)
- Leygraben (rechts, 5,1 km)
- Pistley (links, 7,5 km)
- Bislicher Ley (rechts, 8,1 km)